# Ines Adam
Ines Adam (* 29. September 1969 in Dresden) ist eine deutsche Fernsehmoderatorin, Journalistin und Künstlerin.

## Leben
Sie besuchte in ihrer Heimatstadt die dortige Kinder- und Jugendsportschule in der Sektion Eiskunstlauf und erwarb später eine Lizenz als Aerobictrainerin. Nach einer Facharbeiterausbildung zur Maschinen- und Anlagenmonteurin studierte sie Pädagogik und Psychologie, dann Germanistik und Kunstgeschichte bis zum Abschluss Magister im Jahr 1997.
Von 1993 bis 1996 war sie Nachrichtenredakteurin und Nachrichtensprecherin sowie Moderatorin beim Radiosender 103.5 in Dresden. Beim Regionalsender Sachsen Fernsehen moderierte Ines Adam 1996 bis 1997 die Sendung Pulsschlag, bevor sie wenige Monate später für den MDR ab 1997 durch die Sendung Länderzeit führte. Von 1998 bis 2004 moderierte sie zudem das Fernsehmagazin Super Illu TV , danach 2005 die Sendung Herzliche Grüße und 2006 Adams Vergnügungsreisen. Zusätzlich betätigte sie sich als Nachrichtensprecherin für MDR 1 Radio Sachsen. Weiterhin war sie Autorin und Redakteurin der Sendung Hauptsache Gesund.
Aktuell ist sie als Reporterin und Nachrichtensprecherredakteurin der Sendung Sachsenspiegel und als freischaffende Künstlerin tätig. Sie erstellt Auftragswerke und gibt regelmäßig Malworkshops in einem Leipziger Reisebüro.